# Oxydia albicomma
Oxydia albicomma là một loài bướm đêm trong họ Geometridae.